# Svéd labdarúgó-válogatott
A svéd labdarúgó-válogatott Svédország nemzeti csapata, amelyet a svéd labdarúgó-szövetség (Svédül: Svenska Fotbollförbundet) irányít. A svéd válogatott a világbajnokságon először 1934-ben szerepelt. Legjobb eredménye egy második hely az 1958-as svédországi világbajnokságról és két harmadik hely (1950, 1994). Európa-bajnokságon először 1992-ben vett részt, ekkor Svédország volt a torna házigazdája és az elődöntőig jutott. Mindmáig ez a legjobb eredménye. 2000-ben és 2008-ban a csoportkörben kiesett, a 2004-es kontinensviadalon pedig a negyeddöntőig jutott. Az 1948. évi nyári olimpiai játékokon aranyérmet szerzett, e mellett két bronzérmet is magáénak tudhat (1924, 1952).

## A válogatott története

### A kezdetek
A svéd labdarúgó-válogatott legelső hivatalos mérkőzését 1908. július 12-én játszotta Norvégia ellen és 11–3-ra győzött. Még ebben az évben további öt mérkőzést játszott, Anglia, Nagy-Britannia, Belgium és Hollandia ellen kétszer is. Mind az öt találkozót elveszítette.
Az 1908. évi nyári olimpiai játékokon részt vett. A Nagy-Britannia ellen elszenvedett 12–1-es vereség azóta is a svéd válogatott legnagyobb arányú veresége.
1916-ban győzte le első alkalommal a rivális Dániát.
Svédország az 1912. évi nyári olimpiai játékoknak házigazdája volt, ezenkívül szerepelt az 1920. és az 1924. évi nyári olimpián, utóbbin bronzérmet szerzett.

### 1938-as világbajnokság
Az 1938-as labdarúgó-világbajnokság a svéd válogatott történetének második világbajnoki szereplése volt. 1934-ben már jártak vb-n, akkor Argentínát legyőzte és Németországtól szenvedett vereséget. 1938-ban az első fordulóban Ausztriával sorsolták össze, azonban Németország az Anschluss értelmében elfoglalta Ausztriát. az osztrákok nem indultak a tornán és így játék nélkül jutott Svédország a második fordulóba. A negyeddöntőben Kubát 8–0 arányban legyőzték. Ezen a mérkőzésen debütált Harry Andersson, Tore Keller és Gustav Wetterström pedig egyaránt 3-3 gólt szerzett. Az elődöntőben Magyarországtól szenvedett 5–1-es, míg a harmadik helyért rendezett mérkőzésen Brazília bizonyult jobbnak 4–2 arányban. A svéd válogatott negyedik helyen zárta a világbajnokságot.

### 1948. évi nyári olimpiai
Az első fordulóban Svédország Ausztriával játszott. A mérkőzést Londonban rendezték a White Hart Lane-n, mely 3–0-s svéd győzelmet eredményezett. A következő mérkőzésen Koreát nagyon 12–0-ra verte, mely a svéd válogatott történetének egyik legnagyobb arányú győzelme. Az elődöntőben az ősi rivális Dániával találkozott és legyőzte 4–2-re
A döntőt a legendás Wembley Stadionban játszották 40000 néző előtt. Jugoszlávia 3–1-es legyőzése a tornagyőzelmet jelentette. Ez volt a svéd válogatott történetének első rangos tornagyőzelme.

### 1950-es világbajnokság

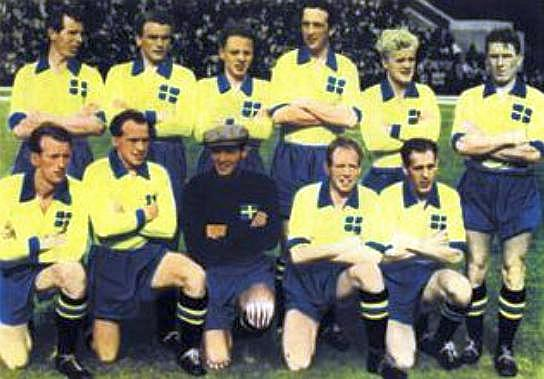
Svéd labdarúgó-válogatott 1950-ben.

Az 1950-es labdarúgó-világbajnokságra a Svéd Labdarúgó-szövetség egyetlen profi labdarúgót sem nevezett, csak amatőrökkel vett részt a tornán.
Svédország Olaszországgal és Paraguayjal került egy csoportba (India visszalépett). Olaszországot 3–2-re legyőzte São Paulo-ban, Paraguay ellen pedig 2–2-es döntetlent játszott. A csoportot megnyerve a második fordulóba jutott. Ezen a világbajnokságon nem rendeztek egyenes kieséses szakaszt, hanem a négy csoportgyőztes körmérkőzést játszott egymással, így kialakítva a végső sorrendet.
A második fordulóban az első mérkőzését a házigazda Brazília ellen játszotta 138 000 néző előtt a Maracanã Stadionban. A találkozó 7–1-es brazil győzelemmel végződött. Második mérkőzésén Uruguay ellen lépett pályára São Pauloban. Uruguay 3–2-re győzött, ami azt jelentette, hogy Svédország nem játszhatott az aranyéremért. Utolsó mérkőzésén Spanyolországot 3–1-re verte, ezzel megszerezve a harmadik helyet.
Ezen a tornán Svédország szerepelt a legjobban az összes európai válogatott közül. A nem hivatalos Európa-bajnoki címet is megkapta.

### 1958-as világbajnokság

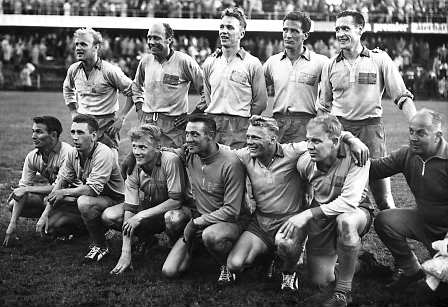
Svédország ezüstérmet szerzett az 1958-as világbajnokságon.

A Svéd Labdarúgó-szövetség 1956-ban újból engedélyezte, hogy profi játékosok szerepeljenek a válogatottban, ezzel reményt adva a svéd szurkolóknak, hogy az 1958-as labdarúgó-világbajnokságon jól szerepeljen a nemzeti csapat. Svédország rendezőként automatikusan résztvevő volt, mellette Magyarország, Mexikó és Wales voltak a csoportban az ellenfelei.
Mindhárom csoportmérkőzésének a Råsunda Stadion adott otthont Solnaban. Mexikót 3–0-ra, Magyarországot 2–1-re győzte le, Wales ellen 0–0-s döntetlent játszott. A negyeddöntőben szintén a Råsundaban a Szovjetuniót verte meg 2–0-ra és jutott tovább. Az elődöntőt Göteborgban játszotta az Ulleviben, ahol az NSZK válogatottját verte 3–1 arányban és ezzel története során először világbajnoki döntőbe jutott a svéd válogatott.
A döntőt a Råsundaban rendezték 52 000 néző előtt. Svédország a finálét és 5–2 arányban elveszítette Brazíliával szemben. Azóta is ez a svéd válogatott legjobb világbajnoki eredménye.

### 1960-as évek
A sikeres 1958-as világbajnokságot követően az 1960-as években egyetlen rangos nemzetközi tornára sem jutott ki. Az 1962-es világbajnokság pótselejtezőiben Svájc ellen kapott ki 2–1-re így lemaradt a tornáról. Az 1964-es labdarúgó-Európa-bajnokság selejtezőiben a negyeddöntőig jutott. Az 1966-os világ és az 1968-as Európa-bajnokságról szintén lemaradt.
Az évtized végén azonban sikerült kijutnia az 1970-es világbajnokságra. Olaszország ellen 1–0-s vereséget szenvedett, Izrael ellen 1–1-es döntetlent játszott, Uruguayt pedig 1–0-ra legyőzte. Ezzel a csoport harmadik helyén zárt és kiesett.

### 1974-es világbajnokság

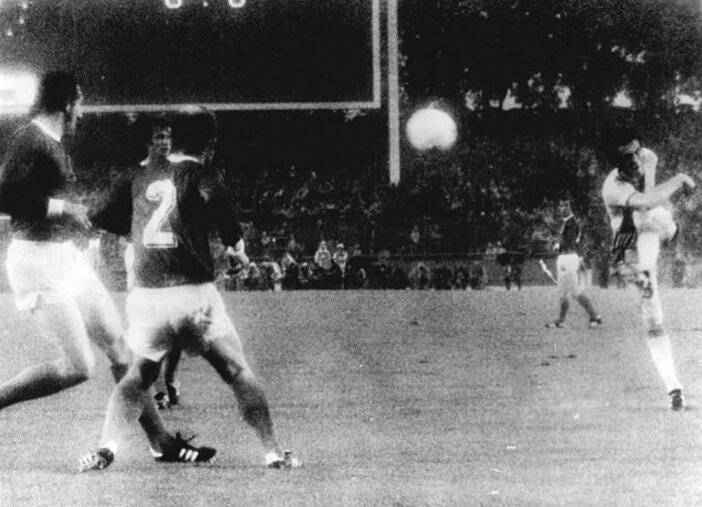
Ralf Edström az NSZK ellen 1974-ben.

Az 1974-es világbajnokságon Bulgária, Hollandia és Uruguay mellé sorsolták a svéd válogatottat. Bulgária és Hollandia ellen döntetlent játszott, Uruguayt 3–0 arányban legyőzte Roland Sandberg és Ralf Edström két góljával.
A második csoportkörben Lengyelországtól 1–0-s vereséget szenvedett. A helyzet a következőképpen nézett ki. Amennyiben Svédország veszít az NSZK ellen, Jugoszlávia pedig megveri Lengyelországot, Svédország a második helyen végez és játszhat a bronzért. Jugoszlávia azonban 2–1-es vereséget szenvedett Lengyelországtól, ezért Svédországnak mindenképp győznie kellett a házigazdák ellen.
A mérkőzést Düsseldorfban rendezték 65 000 néző jelenlétében. Ralf Edström révén a svédek jutottak előnyhöz a mérkőzés 29. percében. A második félidőben a német válogatott egyre inkább átvette a mérkőzés irányítását és végül 4–2-re megnyerte a párharcot. A Jugoszlávia elleni utolsó mérkőzését 2–1 arányban megnyerte Svédország és összesítésben az 5. helyen zárta a világbajnokságot.
Az 1976-os Európa-bajnokságra nem jutott ki. Az 1978-ban sorozatban harmadik világbajnoki részvételére készült a svéd válogatott. Első mérkőzésén 1–1-es döntetlent ért el Brazília ellen. Ausztria és Spanyolország ellen egyaránt 1–0-s vereséget szenvedve a csoport utolsó helyén végzett 1 ponttal.

### 1979–1990
Az 1982-es világ és az 1984-es Európa-bajnokság küzdelmeiről lemaradt és ugyancsak nem jutott ki az 1986-os világ illetve 1988-as Európa-bajnokságra. 1978 és 1990 között tehát egyetlen nemzetközi tornán sem tudott részt venni. Az 1990-es labdarúgó-világbajnokság alkalmával 12 év után tért vissza a világbajnoki mezőnybe. A csoportban Brazília, Costa Rica és Skócia ellen mindhárom mérkőzését 2–1 arányban elveszítette.

### 1992-es Európa-bajnokság
Az 1992-es Európa-bajnokságnak Svédország volt a házigazdája és ekkor szerepelt első alkalommal a kontinenstornán. Angliával, Dániával és Franciaországgal került egy csoportba. A Franciaország elleni 1–1-es döntetlent, Dánia 1–0-s és Anglia 2–1-es legyőzése követte. Az elődöntőben Németország ellen 3–2-re kikapott. Mindmáig a svéd válogatott történetének legjobb Európa-bajnoki szereplése.

### 1994-es világbajnokság
Svédország a selejtezőcsoportját megnyerve Bulgária előtt jutott ki az 1994-es világbajnokságra. A B csoportba sorsolták Brazília, Kamerun és Oroszország társaságában. A Kamerun elleni nyitómérkőzésen sokáig úgy tűnt folytatódik az 1990-ben elkezdődött 2–1-es vereségek sorozata, de Martin Dahlin révén a 75. percben egyenlített, kialakítva a 2–2-es végeredményt. A következő mérkőzésen Oroszország egy korai büntetőből szerzett góllal hamar megszerezte a vezetést. Svédország Tomas Brolin és Martin Dahlin két góljával megfordította az eredményt és 3–1-re megnyerte a találkozót. Az utolsó csoportmérkőzésen Brazília ellen 1–1-es döntetlent játszott. A svédek gólszerzője Kennet Andersson volt. A nyolcaddöntőben Kennet Andersson két és Martin Dahlin góljaival 3–1-gyel lépett túl Szaúd-Arábián. A negyeddöntőben Romániával mérkőzött Svédország egy emlékezetes mérkőzésen. Végül a rendes játékidőt és a hosszabbítást követően 2–2-re végeztek a felek, így következtek a tizenegyesrúgások, melyben a svéd válogatott bizonyult jobbnak. Az elődöntőben ismét Brazíliával találkozott és ezúttal 1–0-s vereség lett a vége. Miután Jonas Thern a kiállítás sorsára jutott, Romário a 80. percben megszerezte a párharc egyetlen gólját. A bronzmérkőzésen Bulgáriával játszott Svédország és 4–0-ra győzött. 1958 óta ez volt a svéd válogatott legjobb eredménye.

### 2000-es Európa-bajnokság
A selejtezőkben az összes mérkőzését megnyerte Svédország, egyedül az Anglia elleni idegenbeli 0–0-s döntetlen alkalmával veszített 2 pontot. Az Európa-bajnokság nyitómérkőzését a házigazda Belgium ellen játszotta Svédország és 2–1-es vereséget szenvedett. Bart Goor 43. és Émile Mpenza 46. percben szerzett góljaira Johan Mjällby tudott válaszolni, miután a belga kapus Filip De Wilde eladta a labdát. Törökország ellen 0–0-t játszott, Olaszországtól pedig 2–1-re kapott ki. Luigi Di Biagio és Alessandro Del Piero illetve Henrik Larsson szerezték a gólokat. Svédország a csoport utolsó helyén végzett 1 ponttal.

### 2002-es világbajnokság
Svédország a halalcsoportba (F csoport) került a sorsolást követően Anglia, Argentína és Nigéria társaságában. Első mérkőzését Anglia ellen játszotta, melyen Sol Campbell az angolokat juttatta előnyhöz még az első játékrészben. A második félidőben Svédország vette ár a mérkőzés irányítását és Niclas Alexandersson révén egyenlített, ezzel beállítva az 1–1-es végeredményt. A következő mérkőzésen Nigéria ellen játszott Svédország. Julius Aghahowa szerzett vezetést az afrikai csapat számára, de Henrik Larsson két góljának köszönhetően a svéd válogatott fordított és győzött. Az utolsó csoportmérkőzésen Argentínával találkozott, ahol az argentinoknak mindenképpen nyerniük kellett, miután 1–0-s vereséget szenvedtek Angliától. Anders Svensson 30 méteres szabadrúgásgólja után azonban erre egyre kevesebb esély látszott és Hernán Crespónak ugyan sikerült egyenlítenie, de az eredmény már nem változott. Svédország továbbjutott, Argentína kiesett.
A nyolcaddöntőben Szenegál ellen játszott Svédország. Henrik Larsson egy Anders Svensson által elvégzett szögletet követően korán vezetést. Szenegál egyenlített Henri Camara révén. A rendes játékidőben már nem esett több találat. A hosszabbításban az aranygólszabály volt érvényben. Svédország nagy erőket mozgósított a győztes gól megszerzésének érdekében, melyben leginkább Zlatan Ibrahimović jeleskedett, azonban a szenegáli kapus Tony Silva mindent hárított. A győzelmet végül Szenegál szerezte meg. 

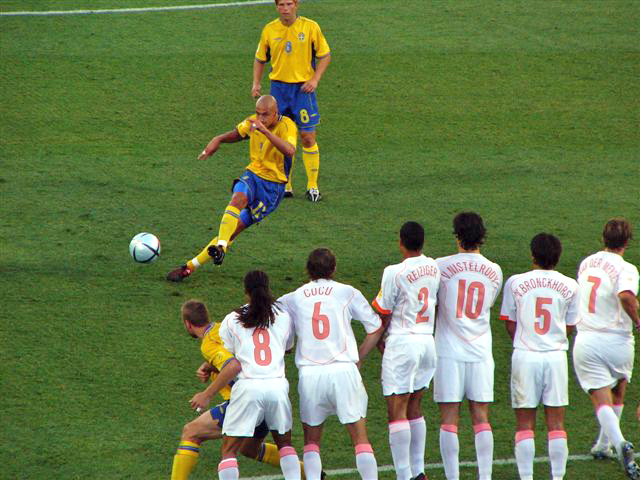
Henrik Larsson szabadrúgást végez el Hollandia ellen a 2004-es Eb-n.

### 2004-es Európa-bajnokság
Svédország a 2004-es Európa-bajnokságot Bulgária 5–0-s legyőzésével kezdte. A második csoportmérkőzésen Olaszország ellen játszott. A mérkőzés 36. percében Antonio Cassano az olaszokat juttatta vezetéshez. Andreas Isaksson védéseinek köszönhetően a svédek a mérkőzésben maradtak és a 84. percben Zlatan Ibrahimović révén sikerült i az egyenlítés. A végeredmény 1–1 lett. Az utolsó mérkőzésen Dánia ellen mindkét fél tudta, hogy egy 2–2-es eredménnyel mindketten továbbjutnak, míg az olaszok kiesnek. Nos valójában ez történt. Hosszú ideig Dánia vezetett 2–1-re, de Mattias Jonson a vége felé egyenlített. Ezzel Svédország és Dánia továbbjutott, Olaszország pedig kiesett.
A negyeddöntőben Hollandia ellen se a rendes játékidőben, se a hosszabbításban nem esett gól. ehhez a legközelebb Fredrik Ljungberg állt, akinek egy jól irányított lövéssel sikerült eltalálnia a keresztlécet. A büntetőpárbajban Olof Mellberg lövését a holland kapus Edwin van der Sar hárítota, kiejtve ezzel a svéd válogatottat. 

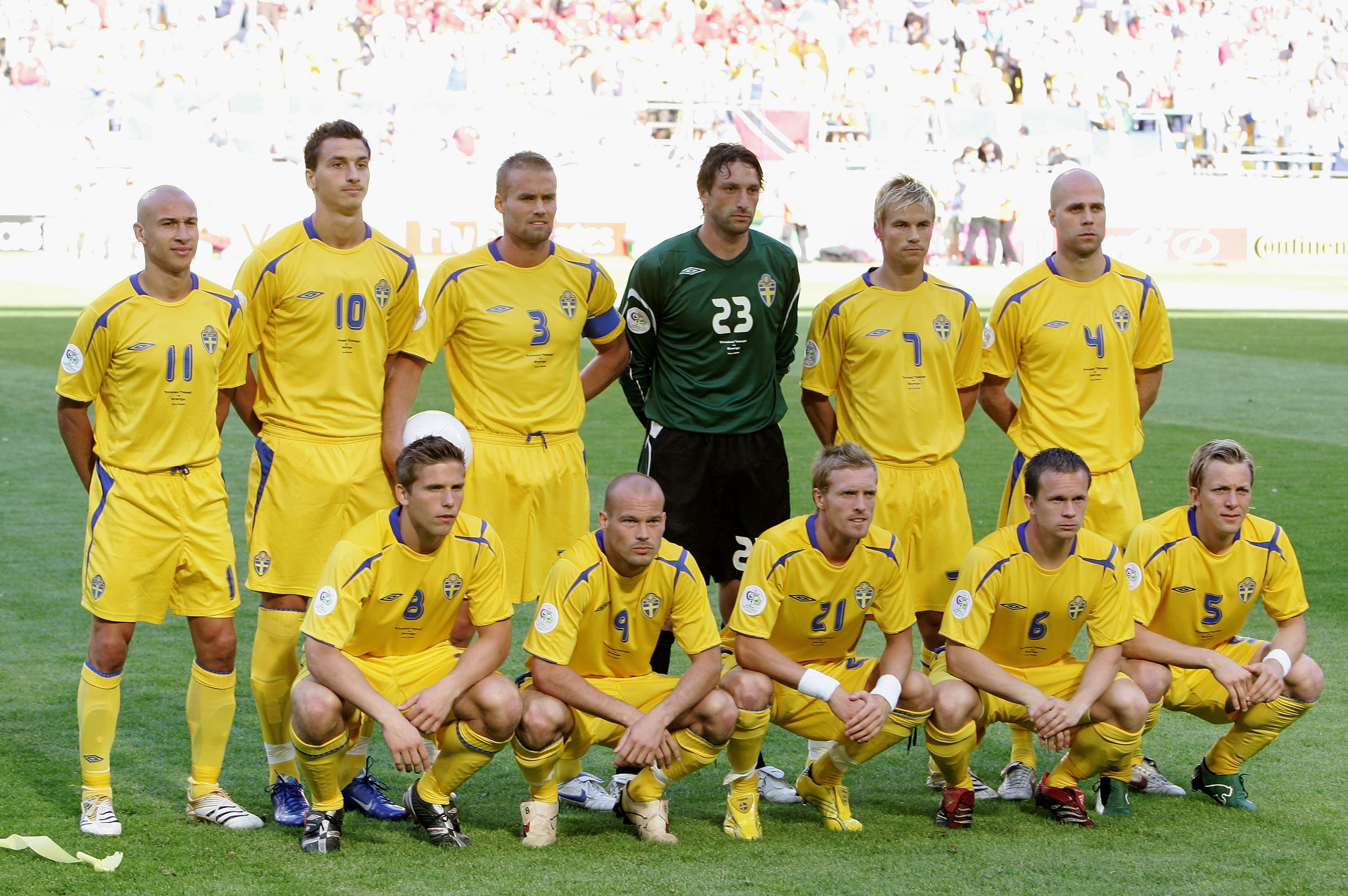
Svédország labdarúgó-válogatottja a 2006-os vb-n.

### 2006-os világbajnokság
A 2006-os világbajnokságon a B csoportba kapott besorolást. A Trinidad és Tobago elleni 0–0-s döntetlent követte Paraguay 1–0-s legyőzése. a gólt Fredrik Ljungberg szerezte a 89. percben. Az Anglia ellen 2–2-es döntetlennel és a megszerzett 5 ponttal a második helyen zárta a csoportot. A nyolcaddöntőben a házigazda Németországtól kapott ki 2–0 arányban.

### 2008-as Európa-bajnokság, 2010-es világbajnokság selejtezői
A 2008-as Európa-bajnokság selejtezőiben az F csoportban szerepelt Svédország és végzett Spanyolország mögött a második helyen. A Dánia–Svédország mérkőzés 3–3-as állásnál a 89. percben félbeszakadt. Herbert Fandel játékvezető a svédek javára büntetőt ítélt. Ezt követően egy szurkoló berohant a pályára és megütötte a játékvezetőt, Fandel pedig lefújta a mérkőzést. Az UEFA utólag 3–0-s eredménnyel Svédország javára írta a találkozót.
Az Európa-bajnokságot Zlatan Ibrahimović és Petter Hansson góljaival Görögország 2–0-s legyőzésével kezdte Svédország. A következő mérkőzésen Spanyolország ellen a 92. percben David Villa gólja döntött. Az harmadik csoportmérkőzésen Oroszországtól szenvedett 2–0-s vereséget, ezzel Svédország búcsúzott.
Svédország a 2010-es világbajnokság selejtezőit Tiranában Albánia ellen egy 0–0-s döntetlennel nyitotta. Négy nappal később Magyarországot győzte le Kim Källström és Samuel Holmén góljaival 2–1-re. Portugáliával oda-vissza, Stockholmban és Portóban is egyaránt 0–0-s döntetlent ért el. Hazai pályán Thomas Kahlenberg góljával 1–0-s vereség Dániától. Ezt követően hazai környezetben Máltát 4–0-ra, a hosszabbításban Magyarországot idegenben 2–1-re, majd szintén idegenben ismét Máltát egy késői öngóllal 1–0-ra verte. Dániától Jakob Poulsen góljával idegenben is 1–0-ra kapott ki. utolsó mérkőzésén Albániát verte 4–1 arányban. Mindez Dánia és Portugália mögött a csoport harmadik helyére volt elegendő. A sorozat végén Lars Lagerbäck távozott a szövetségi kapitányi posztrók, helyét Erik Hamrén vette át.

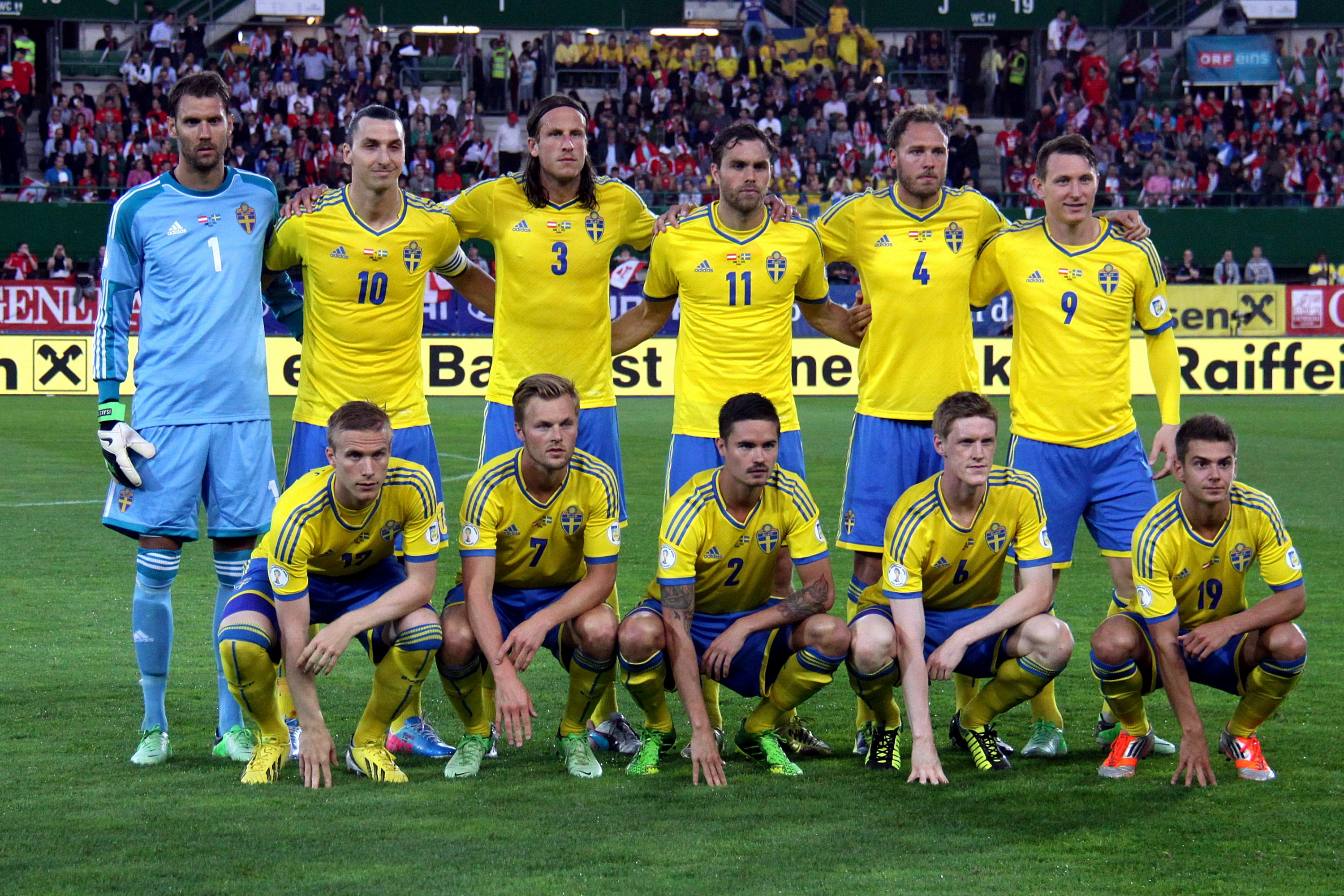
Svédország labdarúgó-válogatottja az Ausztria elleni mérkőzés előtt 2013-ban.

### 2012-es Európa-bajnokság, 2014-es világbajnokság selejtezői
Svédország a 2012-es Európa-bajnoki selejtezőket, az új szövetségi kapitány, Erik Hamrén vezetésével két győzelemmel kezdte Magyarország és San Marino ellen. Ezután Hollandiától 4–1-es vereséget szenvedett Amszterdamban, de ezt követően Moldovát Stockholmban 2–1-re, Chișinăuban pedig 4–1-re verte. Finnországot 5–0-ra győzte le hazai környezetben. A Magyarország elleni idegenbeli mérkőzésen, a Puskás Ferenc Stadionban 2–1-es vereséget szenvedett Rudolf Gergely hosszabbításban szerzett góljával. Idegenben San Marino 5–0-s, majd Finnország 2–1-es legyőzése következett. Utolsó selejtezőmérkőzésén Hollandiát 3–2-re megverte hazai pályán, ami azt jelentette, hogy a selejtezőcsoport második helyén végezve, a megszerzett 24 ponttal a legjobb második helyen záró válogatott lett Svédország, így automatikusan kijutott az Európa-bajnokságra.
A sorsolást követően a svéd válogatott Anglia, Franciaország és Ukrajna mellett a D csoportba került.
A nyitó mérkőzésén 2–1-es vereséget szenvedett a házigazda Ukrajnával szemben. Majd ezt követően Angliával találkozott és ismét kikapott, ezúttal 3–2-re, ami egyben azt is jelentette, hogy a harmadik körre már nem maradt esélye Svédországnak a továbbjutásra. Utolsó csoportmérkőzésén némi szépségtapaszt jelentett Franciaország 2–0-s legyőzése.
A 2014-es világbajnokság selejtezőinek C csoportjában Németország mögött a második helyet szerezte meg Svédország. Ebben nagy szerepe volt annak, hogy az egyik kulcsfontosságú mérkőzésen 2013. október 11-én Martin Olsson és Zlatan Ibrahimović góljaival 2–1 arányban legyőzte Ausztriát. A pótselejtezőben Portugáliát kapta ellenfélül. Az első találkozón Lisszabonban 1–0-s, a visszavágón Solnaban pedig 3–2-es portugál győzelem született. Összesítésben 4–2-vel Portugália jutott ki a világbajnokságra

## Stadion

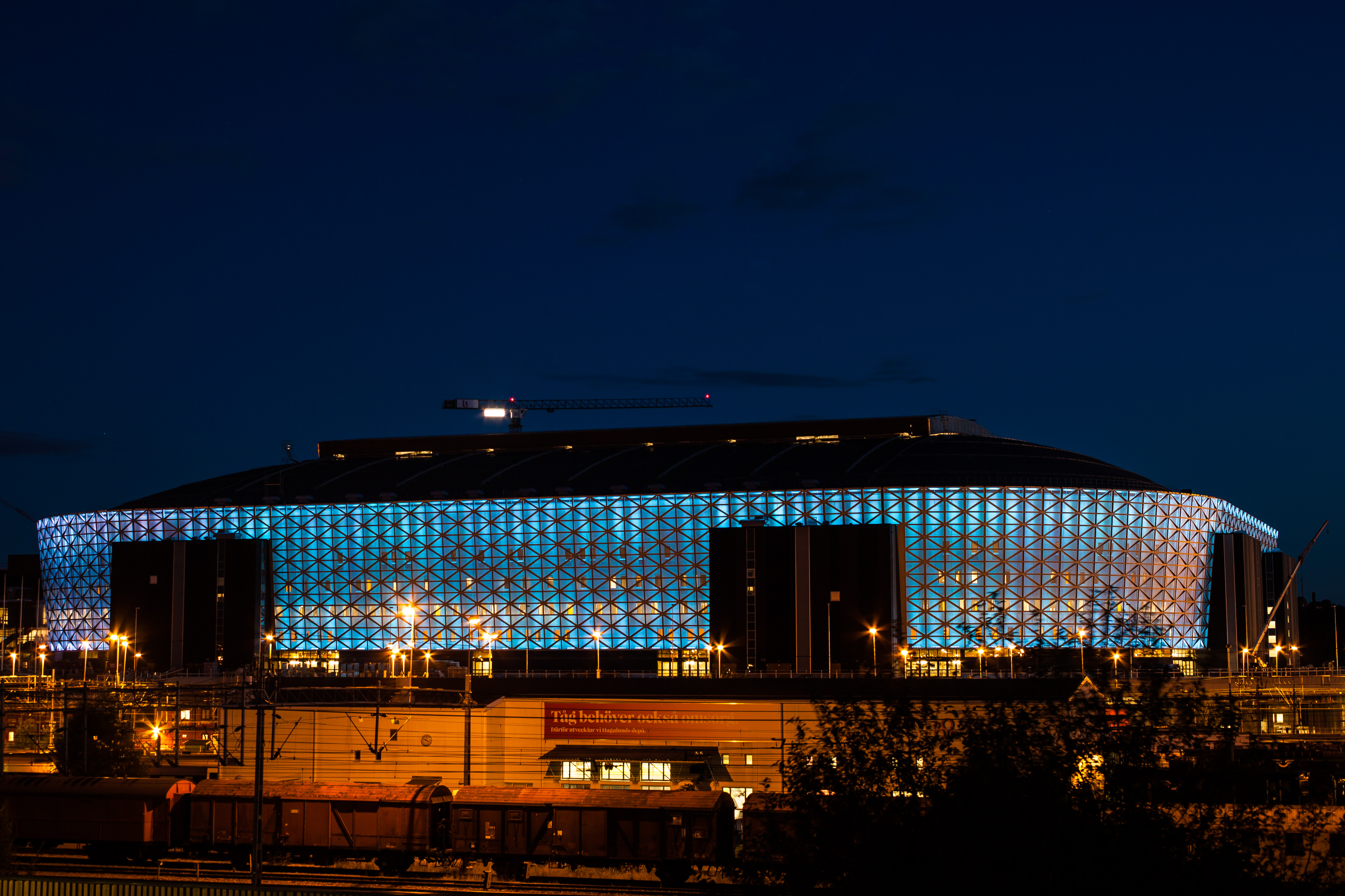
Friends Arena

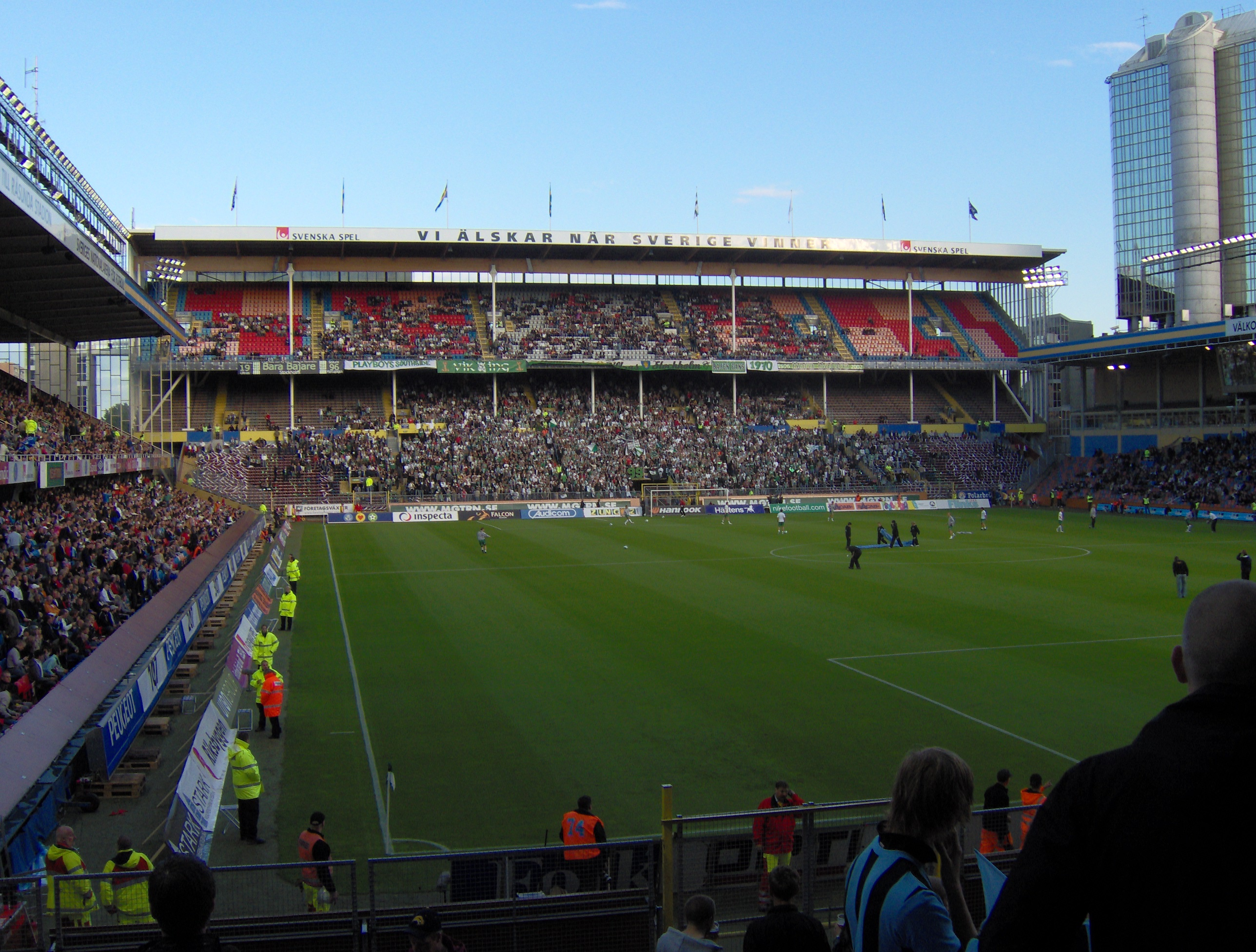
Il Råsunda Stadion

A svéd labdarúgó-válogatott első számú otthona a Solnaban található Råsunda Stadion volt egészen 2012-ig, amit az új nemzeti stadion a Friends Arena váltott fel. A Råsunda egyike annak a két stadionnak az Egyesült Államokbeli Pasadena-i Rose Bowl mellett, ahol a férfi (1958) és a női (1995) világbajnokság döntőjét is megrendezték.
A Råsunda Stadiont 1910. szeptember 18-án nyitották meg és mindössze 2000 fő befogadására volt alkalmas. 1937-ben bővítették 40000 főre. A stadion helyszíne volt az 1912. évi nyári olimpiai játékoknak, amelynek Stockholm volt a házigazdája és az 1958-as világbajnokságnak, amikor is 8 mérkőzést rendeztek itt. Az 1992-es Európa-bajnokság alkalmával 4 mérkőzést játszottak benne, az 1995-ös női világbajnokságon egyedül a döntőt rendezték itt.
A göteborgi Ullevi-ben is több alkalommal pályára lépett a válogatott.

## Szerelés
Svédország tradicionális szerelése a sárga mez, kék nadrág, sárga sportszár. 1974 és 2003 között az adidas, 2003 és 2013 között az umbro, 2013-tól újból az adidas látja el sportszerekkel a válogatottat.
| 1958-as vb (H) | 1970-es vb (H) | 1974-es vb (H) | 1978-as vb (H) | 1990-es vb (H) | 1994-es vb (H) |

| 2000-es Eb (H) | 2006-os vb (H) | 2008-as Eb (H) | 2012-es Eb (H) | 2014 (H) |

## Szurkolók

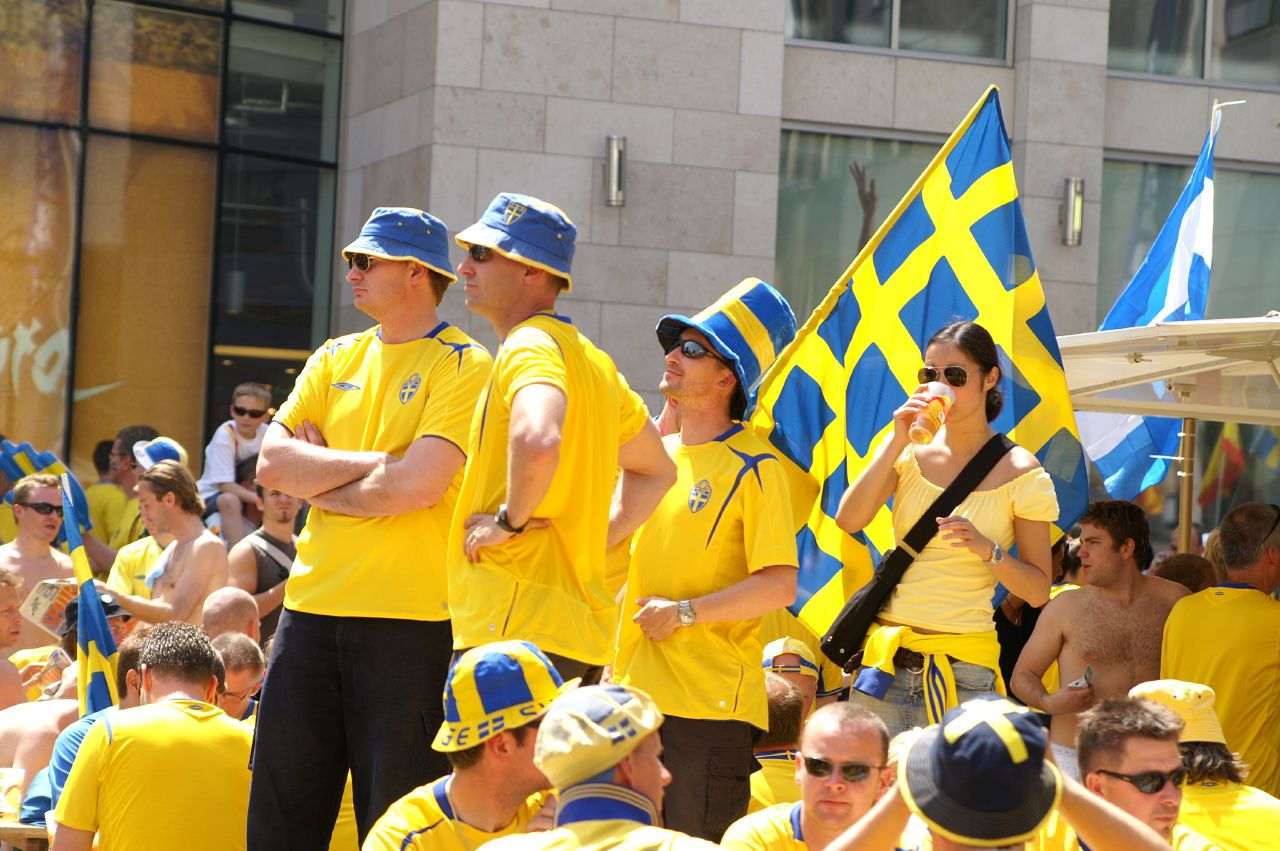
Svéd szurkolók

Svéd szurkolók először az 1912. évi nyári olimpiai játékokon  hallatták hangjukat, ahol a következő dalt énekelték: "Heja Sverige Friskt humör, det är det som susen gör" (fordításban: "Gyerünk Svédország! Friss hangulat, ez az ami a trükk") a labdarúgó mérkőzéseken. A válogatottért külföldre is elutazó szurkolókkal első alkalommal az NSZK-ban rendezett 1974-es világbajnokság alkalmával lehetett találkozni. Azóta, akármelyik világversenyen részt vett a svéd válogatott, a svéd szurkolók szép számban jelen voltak. A 2006-os világbajnokságon a svédek érkeztek az egyik legnagyobb számban megjelent szurkolósereggel. A Paraguay elleni csoportmérkőzésen 50000 szurkolójuk volt bent a stadionban és további 50000 buzdította a csapatot a stadionon kívül. Nagy számuknak, barátságos hozzáállásuknak köszönhetően a 2006-os világbajnokság legjobb szurkolóinak is megválasztották a svédeket.

## Nemzetközi eredmények
Labdarúgó-világbajnokság
- Ezüstérmes: 1 alkalommal (1958)
- Bronzérmes: 2 alkalommal (1950, 1994)
- 4. helyezett: 1 alkalommal (1938)

Labdarúgó-Európa-bajnokság
- Bronzérmes: 1 alkalommal (1992)

Olimpiai játékok
- Aranyérmes: 1 alkalommal (1948)
- Bronzérmes: 2 alkalommal (1924, 1952)

### Világbajnokság

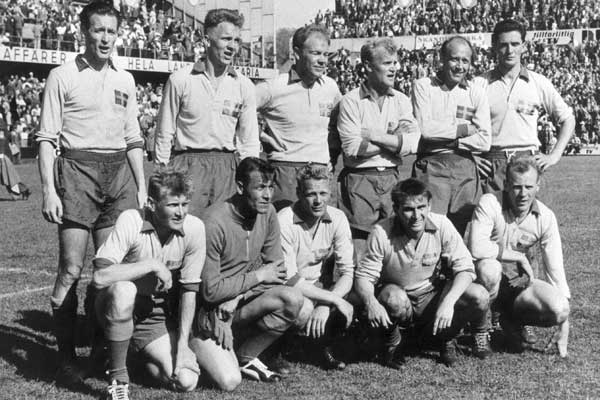
Svédország az 1958-as világbajnokság döntőjében.

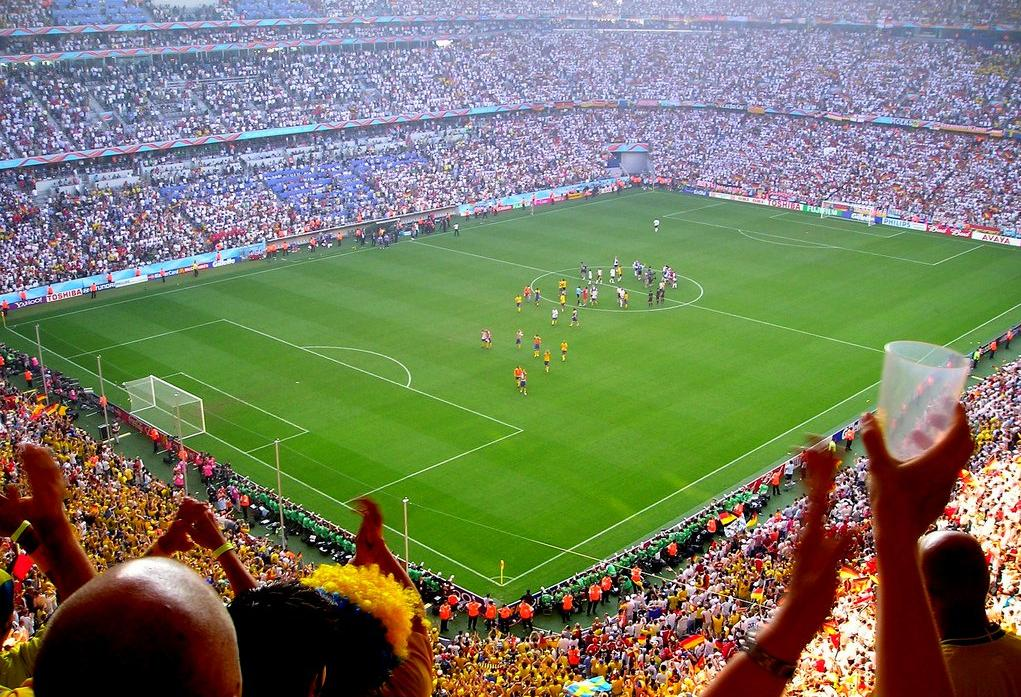
Svédország–Németország mérkőzés a 2006-os vb-n.

Ezüstérem
      Bronzérem
      Negyedik hely
      Egészben vagy részben hazai rendezésű
| Világbajnokság | Világbajnokság | Világbajnokság | Világbajnokság | Világbajnokság | Világbajnokság | Világbajnokság | Világbajnokság | Világbajnokság | Világbajnokság | Selejtezők                         | Selejtezők                         | Selejtezők                         | Selejtezők                         | Selejtezők                         | Selejtezők                         | Selejtezők                         |
| Év             | Eredmény       | H.             | M              | Gy             | D              | V              | G+             | G–             | Keret          | H.                                 | M                                  | Gy                                 | D                                  | V                                  | G+                                 | G–                                 |
| -------------- | -------------- | -------------- | -------------- | -------------- | -------------- | -------------- | -------------- | -------------- | -------------- | ---------------------------------- | ---------------------------------- | ---------------------------------- | ---------------------------------- | ---------------------------------- | ---------------------------------- | ---------------------------------- |
| 1930           | nem indult     | nem indult     | nem indult     | nem indult     | nem indult     | nem indult     | nem indult     | nem indult     | nem indult     | nem indult                         | nem indult                         | nem indult                         | nem indult                         | nem indult                         | nem indult                         | nem indult                         |
| 1934           | Negyeddöntő    | 8.             | 2              | 1              | 0              | 1              | 4              | 4              | Keret          | 1.                                 | 2                                  | 2                                  | 0                                  | 0                                  | 8                                  | 2                                  |
| 1938           | Negyedik hely  | 4.             | 3              | 1              | 0              | 2              | 11             | 9              | Keret          | 2.                                 | 3                                  | 2                                  | 0                                  | 1                                  | 11                                 | 7                                  |
| 1950           | Bronzérem      | 3.             | 5              | 2              | 1              | 2              | 11             | 15             | Keret          | 1.                                 | 2                                  | 2                                  | 0                                  | 0                                  | 6                                  | 2                                  |
| 1954           | nem jutott ki  | nem jutott ki  | nem jutott ki  | nem jutott ki  | nem jutott ki  | nem jutott ki  | nem jutott ki  | nem jutott ki  | nem jutott ki  | 2.                                 | 4                                  | 1                                  | 1                                  | 2                                  | 9                                  | 8                                  |
| 1958           | Ezüstérem      | 2.             | 6              | 4              | 1              | 1              | 12             | 7              | Keret          | rendezőként automatikusan kijutott | rendezőként automatikusan kijutott | rendezőként automatikusan kijutott | rendezőként automatikusan kijutott | rendezőként automatikusan kijutott | rendezőként automatikusan kijutott | rendezőként automatikusan kijutott |
| 1962           | nem jutott ki  | nem jutott ki  | nem jutott ki  | nem jutott ki  | nem jutott ki  | nem jutott ki  | nem jutott ki  | nem jutott ki  | nem jutott ki  | 1.                                 | 5                                  | 3                                  | 0                                  | 2                                  | 11                                 | 5                                  |
| 1966           | nem jutott ki  | nem jutott ki  | nem jutott ki  | nem jutott ki  | nem jutott ki  | nem jutott ki  | nem jutott ki  | nem jutott ki  | nem jutott ki  | 2.                                 | 4                                  | 2                                  | 1                                  | 1                                  | 10                                 | 3                                  |
| 1970           | Csoportkör     | 9.             | 3              | 1              | 1              | 1              | 2              | 2              | Keret          | 1.                                 | 4                                  | 3                                  | 0                                  | 1                                  | 12                                 | 5                                  |
| 1974           | Középdöntő     | 5.             | 6              | 2              | 2              | 2              | 7              | 6              | Keret          | 1.                                 | 7                                  | 4                                  | 2                                  | 1                                  | 17                                 | 9                                  |
| 1978           | Csoportkör     | 13.            | 3              | 0              | 1              | 2              | 1              | 3              | Keret          | 1.                                 | 4                                  | 3                                  | 0                                  | 1                                  | 7                                  | 4                                  |
| 1982           | nem jutott ki  | nem jutott ki  | nem jutott ki  | nem jutott ki  | nem jutott ki  | nem jutott ki  | nem jutott ki  | nem jutott ki  | nem jutott ki  | 3.                                 | 8                                  | 3                                  | 2                                  | 3                                  | 7                                  | 8                                  |
| 1986           | nem jutott ki  | nem jutott ki  | nem jutott ki  | nem jutott ki  | nem jutott ki  | nem jutott ki  | nem jutott ki  | nem jutott ki  | nem jutott ki  | 3.                                 | 8                                  | 4                                  | 1                                  | 3                                  | 14                                 | 9                                  |
| 1990           | Csoportkör     | 21.            | 3              | 0              | 0              | 3              | 3              | 6              | Keret          | 1.                                 | 6                                  | 4                                  | 2                                  | 0                                  | 9                                  | 3                                  |
| 1994           | Bronzérem      | 3.             | 7              | 3              | 3              | 1              | 15             | 8              | Keret          | 1.                                 | 10                                 | 6                                  | 3                                  | 1                                  | 19                                 | 8                                  |
| 1998           | nem jutott ki  | nem jutott ki  | nem jutott ki  | nem jutott ki  | nem jutott ki  | nem jutott ki  | nem jutott ki  | nem jutott ki  | nem jutott ki  | 3.                                 | 10                                 | 7                                  | 0                                  | 3                                  | 16                                 | 9                                  |
| 2002           | Nyolcaddöntő   | 13.            | 4              | 1              | 2              | 1              | 5              | 5              | Keret          | 1.                                 | 10                                 | 8                                  | 2                                  | 0                                  | 20                                 | 3                                  |
| 2006           | Nyolcaddöntő   | 14.            | 4              | 1              | 2              | 1              | 3              | 4              | Keret          | 2.                                 | 10                                 | 8                                  | 0                                  | 2                                  | 30                                 | 4                                  |
| 2010           | nem jutott ki  | nem jutott ki  | nem jutott ki  | nem jutott ki  | nem jutott ki  | nem jutott ki  | nem jutott ki  | nem jutott ki  | nem jutott ki  | 3.                                 | 10                                 | 5                                  | 3                                  | 2                                  | 13                                 | 5                                  |
| 2014           | nem jutott ki  | nem jutott ki  | nem jutott ki  | nem jutott ki  | nem jutott ki  | nem jutott ki  | nem jutott ki  | nem jutott ki  | nem jutott ki  | 2.                                 | 12                                 | 6                                  | 2                                  | 4                                  | 21                                 | 18                                 |
| 2018           | Negyeddöntő    | 7.             | 5              | 3              | 0              | 2              | 6              | 4              | Keret          | 2.                                 | 12                                 | 7                                  | 2                                  | 3                                  | 27                                 | 9                                  |
| 2022           | nem jutott ki  | nem jutott ki  | nem jutott ki  | nem jutott ki  | nem jutott ki  | nem jutott ki  | nem jutott ki  | nem jutott ki  | nem jutott ki  | 2.                                 | 10                                 | 6                                  | 0                                  | 4                                  | 13                                 | 8                                  |
| 2026           | később         | később         | később         | később         | később         | később         | később         | később         | később         | később                             | később                             | később                             | később                             | később                             | később                             | később                             |
| Összesen       |                | 12/22          | 51             | 19             | 13             | 19             | 80             | 73             | –              | Összesen                           | 141                                | 86                                 | 21                                 | 34                                 | 280                                | 129                                |

### Európa-bajnokság

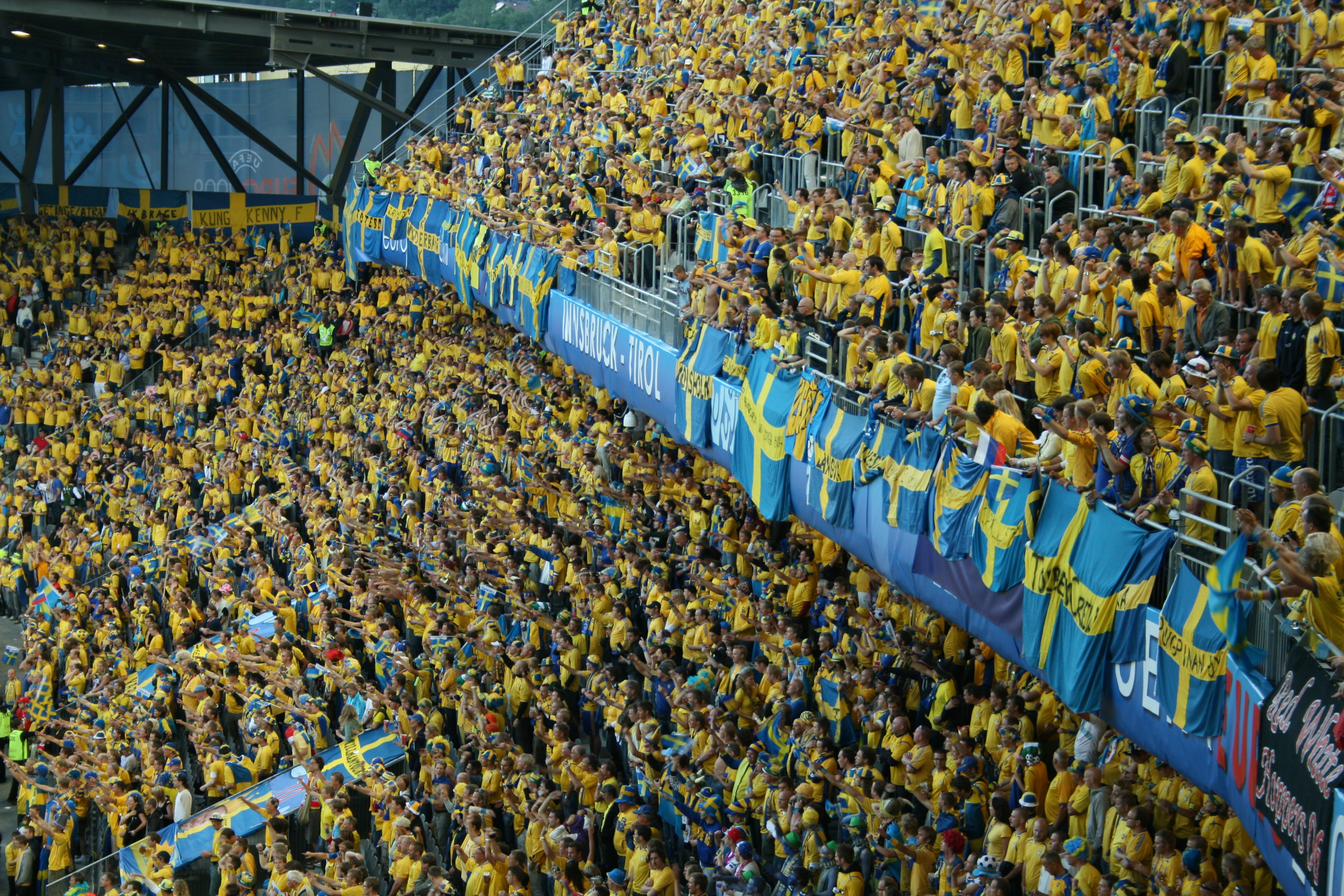
Svéd szurkolók a 2008-as Európa-bajnokságon.

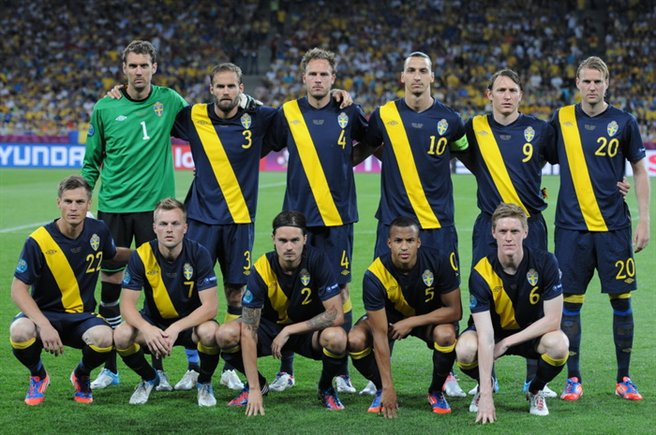
A 2012-es Eb-n az Ukrajna–Svédország mérkőzés kezdőcsapata. Felső sor (balról jobbra): Isaksson, Mellberg, Granqvist, Ibrahimović, Källström, Toivonen, Alsó sor (balról jobbra): Rosenberg, Larsson, Lustig, Olsson, Elm.

Bronzérem
      Egészben vagy részben hazai rendezésű
| Európa-bajnokság | Európa-bajnokság | Európa-bajnokság | Európa-bajnokság | Európa-bajnokság | Európa-bajnokság | Európa-bajnokság | Európa-bajnokság | Európa-bajnokság | Európa-bajnokság | Selejtezők                         | Selejtezők                         | Selejtezők                         | Selejtezők                         | Selejtezők                         | Selejtezők                         | Selejtezők                         |
| Év               | Eredmény         | H.               | M                | Gy               | D                | V                | G+               | G–               | Keret            | H.                                 | M                                  | Gy                                 | D                                  | V                                  | G+                                 | G–                                 |
| ---------------- | ---------------- | ---------------- | ---------------- | ---------------- | ---------------- | ---------------- | ---------------- | ---------------- | ---------------- | ---------------------------------- | ---------------------------------- | ---------------------------------- | ---------------------------------- | ---------------------------------- | ---------------------------------- | ---------------------------------- |
| 1960             | nem indult       | nem indult       | nem indult       | nem indult       | nem indult       | nem indult       | nem indult       | nem indult       | nem indult       | nem indult                         | nem indult                         | nem indult                         | nem indult                         | nem indult                         | nem indult                         | nem indult                         |
| 1964             | nem jutott ki    | nem jutott ki    | nem jutott ki    | nem jutott ki    | nem jutott ki    | nem jutott ki    | nem jutott ki    | nem jutott ki    | nem jutott ki    | Negyeddöntő                        | 6                                  | 2                                  | 3                                  | 1                                  | 8                                  | 7                                  |
| 1968             | nem jutott ki    | nem jutott ki    | nem jutott ki    | nem jutott ki    | nem jutott ki    | nem jutott ki    | nem jutott ki    | nem jutott ki    | nem jutott ki    | 3.                                 | 6                                  | 2                                  | 1                                  | 3                                  | 9                                  | 12                                 |
| 1972             | nem jutott ki    | nem jutott ki    | nem jutott ki    | nem jutott ki    | nem jutott ki    | nem jutott ki    | nem jutott ki    | nem jutott ki    | nem jutott ki    | 3.                                 | 6                                  | 2                                  | 2                                  | 2                                  | 3                                  | 5                                  |
| 1976             | nem jutott ki    | nem jutott ki    | nem jutott ki    | nem jutott ki    | nem jutott ki    | nem jutott ki    | nem jutott ki    | nem jutott ki    | nem jutott ki    | 3.                                 | 6                                  | 3                                  | 0                                  | 3                                  | 8                                  | 9                                  |
| 1980             | nem jutott ki    | nem jutott ki    | nem jutott ki    | nem jutott ki    | nem jutott ki    | nem jutott ki    | nem jutott ki    | nem jutott ki    | nem jutott ki    | 3.                                 | 6                                  | 1                                  | 2                                  | 3                                  | 9                                  | 13                                 |
| 1984             | nem jutott ki    | nem jutott ki    | nem jutott ki    | nem jutott ki    | nem jutott ki    | nem jutott ki    | nem jutott ki    | nem jutott ki    | nem jutott ki    | 2.                                 | 8                                  | 5                                  | 1                                  | 2                                  | 14                                 | 5                                  |
| 1988             | nem jutott ki    | nem jutott ki    | nem jutott ki    | nem jutott ki    | nem jutott ki    | nem jutott ki    | nem jutott ki    | nem jutott ki    | nem jutott ki    | 2.                                 | 8                                  | 4                                  | 2                                  | 2                                  | 12                                 | 5                                  |
| 1992             | Elődöntő         | 3.               | 4                | 2                | 1                | 1                | 6                | 5                | Keret            | rendezőként automatikusan kijutott | rendezőként automatikusan kijutott | rendezőként automatikusan kijutott | rendezőként automatikusan kijutott | rendezőként automatikusan kijutott | rendezőként automatikusan kijutott | rendezőként automatikusan kijutott |
| 1996             | nem jutott ki    | nem jutott ki    | nem jutott ki    | nem jutott ki    | nem jutott ki    | nem jutott ki    | nem jutott ki    | nem jutott ki    | nem jutott ki    | 3.                                 | 8                                  | 2                                  | 3                                  | 3                                  | 9                                  | 10                                 |
| 2000             | Csoportkör       | 14.              | 3                | 0                | 1                | 2                | 2                | 4                | Keret            | 1.                                 | 8                                  | 7                                  | 1                                  | 0                                  | 10                                 | 1                                  |
| 2004             | Negyeddöntő      | 7.               | 4                | 1                | 3                | 0                | 8                | 3                | Keret            | 1.                                 | 8                                  | 5                                  | 2                                  | 1                                  | 19                                 | 3                                  |
| 2008             | Csoportkör       | 10.              | 3                | 1                | 0                | 2                | 3                | 4                | Keret            | 2.                                 | 12                                 | 8                                  | 2                                  | 2                                  | 23                                 | 9                                  |
| 2012             | Csoportkör       | 11.              | 3                | 1                | 0                | 2                | 5                | 5                | Keret            | 2.                                 | 10                                 | 8                                  | 0                                  | 2                                  | 31                                 | 11                                 |
| 2016             | Csoportkör       | 20.              | 3                | 0                | 1                | 2                | 1                | 3                | Keret            | 3. (pótselejtező)                  | 12                                 | 6                                  | 4                                  | 2                                  | 19                                 | 12                                 |
| 2020             | Nyolcaddöntő     | 10.              | 4                | 2                | 1                | 1                | 5                | 4                | Keret            | 2.                                 | 10                                 | 6                                  | 3                                  | 1                                  | 23                                 | 9                                  |
| 2024             | nem jutott ki    | nem jutott ki    | nem jutott ki    | nem jutott ki    | nem jutott ki    | nem jutott ki    | nem jutott ki    | nem jutott ki    | nem jutott ki    | 3.                                 | 8                                  | 2                                  | 1                                  | 4                                  | 14                                 | 12                                 |
| Összesen         |                  | 7/17             | 24               | 7                | 7                | 10               | 30               | 28               | –                | Összesen                           | 122                                | 63                                 | 27                                 | 31                                 | 211                                | 123                                |

### UEFA Nemzetek Ligája
| Csoportkör | Csoportkör | Csoportkör | Csoportkör | Csoportkör | Csoportkör | Csoportkör | Csoportkör | Csoportkör | Csoportkör | Csoportkör      | Csoportkör | Egyenes kieséses szakasz | Egyenes kieséses szakasz | Egyenes kieséses szakasz | Egyenes kieséses szakasz | Egyenes kieséses szakasz | Egyenes kieséses szakasz | Egyenes kieséses szakasz | Egyenes kieséses szakasz | Egyenes kieséses szakasz |
| Szezon     | Liga       | Csoport    | H          | M          | Gy         | D          | V          | G+         | G–         | Feljutás/kiesés | Helyezés   | Év                       | Eredmény                 | M                        | Gy                       | D                        | V                        | G+                       | G–                       | Keret                    |
| ---------- | ---------- | ---------- | ---------- | ---------- | ---------- | ---------- | ---------- | ---------- | ---------- | --------------- | ---------- | ------------------------ | ------------------------ | ------------------------ | ------------------------ | ------------------------ | ------------------------ | ------------------------ | ------------------------ | ------------------------ |
| 2018–19    | B          | 2.         | 1.         | 4          | 2          | 1          | 1          | 5          | 3          | Növekedés       | 16.        | 2019                     | nem jutott be            | nem jutott be            | nem jutott be            | nem jutott be            | nem jutott be            | nem jutott be            | nem jutott be            | nem jutott be            |
| 2020–21    | A          | 3.         | 4.         | 6          | 1          | 0          | 5          | 5          | 13         | Csökkenés       | 14.        | 2021                     | nem jutott be            | nem jutott be            | nem jutott be            | nem jutott be            | nem jutott be            | nem jutott be            | nem jutott be            | nem jutott be            |
| 2022–23    | B          | 4.         | 4.         | 6          | 1          | 1          | 4          | 7          | 11         | Csökkenés       | 30.        | 2023                     | nem jutott be            | nem jutott be            | nem jutott be            | nem jutott be            | nem jutott be            | nem jutott be            | nem jutott be            | nem jutott be            |
| 2024–25    | C          | 1.         | 1.         | 6          | 5          | 1          | 0          | 19         | 4          | Növekedés       | 29.        | 2025                     | nem jutott be            | nem jutott be            | nem jutott be            | nem jutott be            | nem jutott be            | nem jutott be            | nem jutott be            | nem jutott be            |
| 2026–27    | B          |            |            |            |            |            |            |            |            |                 |            | 2027                     | nem jutott be            | nem jutott be            | nem jutott be            | nem jutott be            | nem jutott be            | nem jutott be            | nem jutott be            | nem jutott be            |
| Összesen   | Összesen   | Összesen   | Összesen   | 22         | 9          | 3          | 10         | 36         | 31         |                 |            |                          | 0/5                      | –                        | –                        | –                        | –                        | –                        | –                        | –                        |

### Olimpia
| Év       | Eredmény      | Hely          | M             | Gy            | D*            | V             | RG            | KG            |
| -------- | ------------- | ------------- | ------------- | ------------- | ------------- | ------------- | ------------- | ------------- |
| 1908     | 4. hely       | 4             | 2             | 0             | 0             | 2             | 1             | 14            |
| 1912     | Nyolcaddöntő  | 9.            | 2             | 0             | 0             | 2             | 3             | 5             |
| 1920     | Negyeddöntő   | 6.            | 3             | 1             | 0             | 2             | 14            | 7             |
| 1924     | Bronzérmes    | 3.            | 5             | 3             | 1             | 1             | 18            | 5             |
| 1928     | Nem indult    | –             | –             | –             | –             | –             | –             | –             |
| 1936     | Nyolcaddöntő  | 9.            | 1             | 0             | 0             | 1             | 2             | 3             |
| 1948     | Aranyérmes    | 1.            | 4             | 4             | 0             | 0             | 22            | 3             |
| 1952     | Bronzérmes    | 3.            | 4             | 3             | 0             | 1             | 9             | 8             |
| 1956     | Nem indult    | Nem indult    | Nem indult    | Nem indult    | Nem indult    | Nem indult    | Nem indult    | Nem indult    |
| 1960     | Nem indult    | Nem indult    | Nem indult    | Nem indult    | Nem indult    | Nem indult    | Nem indult    | Nem indult    |
| 1964     | Nem jutott be | Nem jutott be | Nem jutott be | Nem jutott be | Nem jutott be | Nem jutott be | Nem jutott be | Nem jutott be |
| 1968     | Nem indult    | Nem indult    | Nem indult    | Nem indult    | Nem indult    | Nem indult    | Nem indult    | Nem indult    |
| 1972     | Nem indult    | Nem indult    | Nem indult    | Nem indult    | Nem indult    | Nem indult    | Nem indult    | Nem indult    |
| 1976     | Nem indult    | Nem indult    | Nem indult    | Nem indult    | Nem indult    | Nem indult    | Nem indult    | Nem indult    |
| 1980     | Nem indult    | Nem indult    | Nem indult    | Nem indult    | Nem indult    | Nem indult    | Nem indult    | Nem indult    |
| 1984     | Nem indult    | Nem indult    | Nem indult    | Nem indult    | Nem indult    | Nem indult    | Nem indult    | Nem indult    |
| 1988     | Negyeddöntő   | 6.            | 4             | 2             | 1             | 1             | 7             | 5             |
| Összesen | Aranyérmes    | 8/17          | 25            | 13            | 2             | 10            | 76            | 50            |

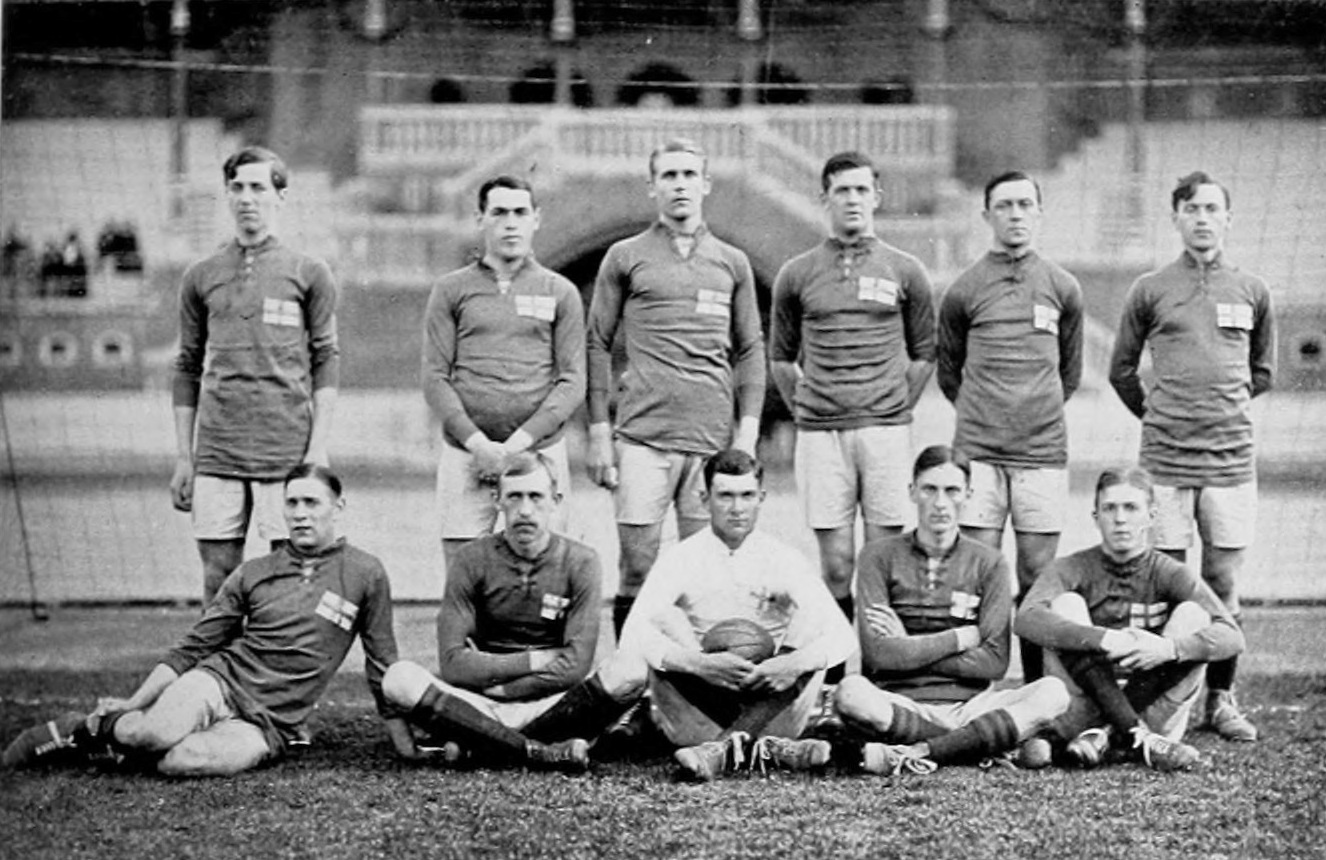
Svédország labdarúgó-válogatottja az 1912. évi nyári olimpiai játékokon.

- 1948 és 1988 között amatőr, 1992-től kezdődően U23-as játékosok vettek részt az olimpiai játékokon

## Nemzetek elleni mérleg
A következő tábla tartalmazza Svédország összes nemzetközi mérkőzését. A 2007. június 2-án Dánia ellen félbeszakadt Európa-bajnoki selejtező döntetlennek lett elkönyvelve.
Utolsó frissítés: 2014. október 12.
| Nemzet                  | M   | Gy  | D   | V   | RG   | KG   | GK   |
| ----------------------- | --- | --- | --- | --- | ---- | ---- | ---- |
| Albánia                 | 5   | 3   | 1   | 1   | 10   | 5    | +5   |
| Algéria                 | 4   | 3   | 1   | 0   | 9    | 1    | +8   |
| Argentína               | 3   | 1   | 1   | 1   | 6    | 6    | 0    |
| Ausztrália              | 5   | 1   | 2   | 2   | 2    | 2    | 0    |
| Ausztria                | 35  | 13  | 6   | 16  | 54   | 51   | +3   |
| Azerbajdzsán            | 2   | 2   | 0   | 0   | 4    | 0    | +4   |
| Bahrein                 | 1   | 1   | 0   | 0   | 2    | 0    | +2   |
| Barbados                | 1   | 1   | 0   | 0   | 4    | 0    | +4   |
| Fehéroroszország        | 3   | 3   | 0   | 0   | 8    | 2    | +6   |
| Belgium                 | 14  | 5   | 2   | 7   | 30   | 22   | +8   |
| Bosznia-Hercegovina     | 1   | 1   | 0   | 0   | 4    | 2    | +2   |
| Botswana                | 1   | 1   | 0   | 0   | 2    | 1    | +1   |
| Brazília                | 15  | 2   | 3   | 10  | 17   | 35   | −18  |
| Bulgária                | 14  | 10  | 2   | 2   | 26   | 8    | +18  |
| Kamerun                 | 1   | 0   | 1   | 0   | 2    | 2    | 0    |
| Chile                   | 1   | 0   | 1   | 0   | 1    | 1    | 0    |
| Kína                    | 3   | 2   | 1   | 0   | 6    | 2    | +4   |
| Kolumbia                | 2   | 0   | 2   | 0   | 2    | 2    | 0    |
| Costa Rica              | 2   | 1   | 0   | 1   | 2    | 2    | 0    |
| Horvátország            | 4   | 1   | 0   | 3   | 4    | 5    | −1   |
| Kuba                    | 1   | 1   | 0   | 0   | 8    | 0    | +8   |
| Ciprus                  | 6   | 5   | 1   | 0   | 19   | 3    | +16  |
| Csehország              | 2   | 1   | 1   | 0   | 5    | 4    | +1   |
| Csehszlovákia           | 16  | 3   | 4   | 9   | 21   | 36   | −15  |
| Dánia                   | 104 | 45  | 19  | 40  | 183  | 172  | +11  |
| NDK                     | 6   | 2   | 1   | 3   | 8    | 9    | −1   |
| Ecuador                 | 2   | 0   | 1   | 1   | 2    | 3    | −1   |
| Egyiptom                | 4   | 2   | 0   | 2   | 10   | 3    | +7   |
| Anglia                  | 23  | 7   | 9   | 7   | 31   | 35   | −4   |
| Anglia (amatőr)         | 3   | 0   | 0   | 3   | 2    | 18   | −16  |
| Észtország              | 15  | 14  | 1   | 0   | 52   | 15   | +37  |
| Feröer                  | 3   | 2   | 1   | 0   | 4    | 1    | +3   |
| Finnország              | 86  | 66  | 11  | 9   | 292  | 94   | +198 |
| Franciaország           | 18  | 5   | 5   | 8   | 18   | 25   | −7   |
| Németország             | 24  | 9   | 5   | 10  | 44   | 49   | −5   |
| Nagy-Britannia          | 1   | 0   | 0   | 1   | 1    | 12   | −11  |
| Görögország             | 7   | 2   | 3   | 2   | 17   | 8    | +9   |
| Magyarország            | 45  | 16  | 11  | 18  | 77   | 91   | −14  |
| Izland                  | 15  | 11  | 2   | 2   | 35   | 15   | +20  |
| Izrael                  | 12  | 7   | 4   | 1   | 26   | 9    | +17  |
| Olaszország             | 22  | 6   | 6   | 10  | 24   | 27   | −3   |
| Elefántcsontpart        | 1   | 0   | 0   | 1   | 0    | 1    | −1   |
| Jamaica                 | 2   | 1   | 1   | 0   | 2    | 1    | +1   |
| Japán                   | 5   | 1   | 3   | 1   | 7    | 7    | 0    |
| Jordánia                | 1   | 0   | 1   | 0   | 0    | 0    | 0    |
| Kazahsztán              | 2   | 2   | 0   | 0   | 3    | 0    | +3   |
| Lettország              | 17  | 11  | 4   | 2   | 54   | 12   | +42  |
| Liechtenstein           | 3   | 3   | 0   | 0   | 8    | 1    | +7   |
| Litvánia                | 5   | 5   | 0   | 0   | 22   | 3    | +19  |
| Luxemburg               | 4   | 3   | 1   | 0   | 7    | 1    | +6   |
| Észak-Macedónia         | 3   | 3   | 0   | 0   | 4    | 1    | +3   |
| Malajzia                | 1   | 1   | 0   | 0   | 3    | 1    | +2   |
| Málta                   | 11  | 11  | 0   | 0   | 42   | 2    | +40  |
| Mexikó                  | 9   | 4   | 3   | 2   | 8    | 5    | +3   |
| Moldova                 | 5   | 5   | 0   | 0   | 16   | 3    | +13  |
| Montenegró              | 1   | 1   | 0   | 0   | 2    | 1    | +1   |
| Hollandia               | 23  | 8   | 5   | 10  | 47   | 44   | +3   |
| Nigéria                 | 2   | 2   | 0   | 0   | 5    | 2    | +3   |
| Észak-Korea             | 3   | 1   | 2   | 0   | 6    | 2    | +4   |
| Észak-Írország          | 7   | 3   | 1   | 3   | 7    | 10   | −3   |
| Norvégia                | 105 | 60  | 21  | 24  | 276  | 145  | +131 |
| Omán                    | 1   | 1   | 0   | 0   | 1    | 0    | +1   |
| Paraguay                | 3   | 1   | 1   | 1   | 4    | 4    | 0    |
| Lengyelország           | 26  | 14  | 4   | 8   | 56   | 37   | +19  |
| Portugália              | 17  | 6   | 6   | 5   | 26   | 18   | +8   |
| Katar                   | 2   | 1   | 1   | 0   | 3    | 2    | +1   |
| Katar U23               | 1   | 1   | 0   | 0   | 5    | 0    | +5   |
| Írország                | 10  | 5   | 2   | 3   | 16   | 13   | +3   |
| Románia                 | 9   | 4   | 3   | 2   | 20   | 10   | +10  |
| Oroszország             | 7   | 3   | 3   | 1   | 12   | 8    | +4   |
| San Marino              | 4   | 4   | 0   | 0   | 22   | 0    | +22  |
| Szaúd-Arábia            | 3   | 2   | 1   | 0   | 6    | 3    | +3   |
| Skócia                  | 12  | 6   | 1   | 5   | 19   | 14   | +5   |
| Szenegál                | 1   | 0   | 0   | 1   | 1    | 2    | −1   |
| Szerbia                 | 2   | 1   | 0   | 1   | 2    | 3    | −1   |
| Szingapúr               | 1   | 1   | 0   | 0   | 5    | 0    | +5   |
| Szlovákia               | 4   | 2   | 2   | 0   | 4    | 1    | +3   |
| Szlovénia               | 1   | 1   | 0   | 0   | 1    | 0    | +1   |
| Dél-afrikai Köztársaság | 2   | 1   | 0   | 1   | 3    | 1    | +2   |
| Dél-Afrika Development  | 1   | 0   | 1   | 0   | 1    | 1    | 0    |
| Dél-Korea               | 4   | 2   | 2   | 0   | 17   | 3    | +14  |
| Szovjetunió             | 18  | 5   | 6   | 7   | 21   | 37   | −16  |
| Spanyolország           | 13  | 3   | 4   | 6   | 15   | 21   | −6   |
| Svájc                   | 28  | 10  | 7   | 11  | 46   | 42   | +4   |
| Szíria                  | 1   | 0   | 1   | 0   | 1    | 1    | 0    |
| Thaiföld                | 5   | 4   | 1   | 0   | 13   | 4    | +9   |
| Trinidad és Tobago      | 2   | 1   | 1   | 0   | 5    | 0    | +5   |
| Tunézia                 | 4   | 2   | 1   | 1   | 3    | 2    | +1   |
| Törökország             | 9   | 2   | 4   | 3   | 10   | 10   | 0    |
| Ukrajna                 | 4   | 1   | 1   | 2   | 3    | 4    | −1   |
| Egyesült Arab Emírségek | 2   | 1   | 0   | 1   | 3    | 2    | +1   |
| Egyesült Államok        | 8   | 4   | 0   | 4   | 13   | 10   | +3   |
| Uruguay                 | 3   | 2   | 0   | 1   | 6    | 3    | +3   |
| Venezuela               | 1   | 0   | 0   | 1   | 0    | 2    | −2   |
| Wales                   | 6   | 5   | 1   | 0   | 13   | 3    | +10  |
| NSZK                    | 13  | 4   | 4   | 5   | 18   | 21   | −3   |
| Jugoszlávia             | 11  | 4   | 2   | 5   | 17   | 19   | −2   |
| Összesen                | 981 | 484 | 210 | 287 | 2004 | 1321 | +683 |

*Döntetlennek számítanak az egyenes kiesése szakaszokban büntetőkkel eldőlt mérkőzések is.

## Jelenlegi keret
A svéd válogatott bő kerete a 2020-as labdarúgó-Európa-bajnokság mérkőzéseire.
A pályára lépések és gólok száma 2021. június 18.  Szlovákiai válogatott elleni mérkőzés után lett frissítve.
| Szám            | Név                  | Születési dátum (kor)          | Válogatottság | Gólok   | Klub                    |
| Kapusok         | Kapusok              | Kapusok                        | Kapusok       | Kapusok | Kapusok                 |
| --------------- | -------------------- | ------------------------------ | ------------- | ------- | ----------------------- |
| 1               | Robin Olsen          | 1990. január 8. (35 éves)      | 46            | -       | Everton FC (kölcsönben) |
| 12              | Karl-Johan Johnsson  | 1990. január 28. (35 éves)     | 9             | -       | FC København            |
| 23              | Kristoffer Nordfeldt | 1989. június 23. (35 éves)     | 14            | -       | Gençlerbirliği SK       |
| Védők           |                      |                                |               |         |                         |
| 2               | Mikael Lustig        | 1986. december 13. (38 éves)   | 92            | 6       | AIK Fotboll             |
| 3               | Victor Lindelöf      | 1994. július 17. (30 éves)     | 43            | 3       | Manchester United FC    |
| 4               | Andreas Granqvist    | 1985. április 16. (40 éves)    | 88            | 9       | Helsingborgs IF         |
| 5               | Pierre Bengtsson     | 1988. április 12. (37 éves)    | 40            | -       | Vejle BK                |
| 6               | Ludwig Augustinsson  | 1994. április 21. (30 éves)    | 34            | 2       | SV Werder Bremen        |
| 14              | Filip Helander       | 1993. április 22. (31 éves)    | 15            | -       | Rangers FC              |
| 16              | Emil Krafth          | 1994. augusztus 2. (30 éves)   | 30            | -       | Newcastle United FC     |
| 18              | Pontus Jansson       | 1991. február 13. (34 éves)    | 27            | -       | Brentford FC            |
| 24              | Marcus Danielson     | 1989. április 8. (36 éves)     | 11            | 3       | Talien Sitö FC          |
| Középpályások   |                      |                                |               |         |                         |
| 7               | Sebastian Larsson    | 1985. június 6. (39 éves)      | 131           | 10      | AIK Fotboll             |
| 8               | Albin Ekdal          | 1989. július 28. (35 éves)     | 59            | -       | UC Sampdoria            |
| 10              | Emil Forsberg        | 1991. október 23. (33 éves)    | 57            | 8       | RB Leipzig              |
| 13              | Gustav Svensson      | 1987. február 7. (38 éves)     | 32            | -       | Kuangcsou R&F FC        |
| 15              | Ken Sema             | 1993. szeptember 30. (31 éves) | 12            | -       | Watford FC              |
| 17              | Viktor Claesson      | 1992. január 2. (33 éves)      | 48            | 9       | Krasznodar              |
| 19              | Mattias Svanberg     | 1999. január 5. (26 éves)      | 8             | 1       | Bologna FC 1909         |
| 20              | Kristoffer Olsson    | 1995. június 30. (29 éves)     | 26            | -       | FK Krasznodar           |
| 21              | Dejan Kulusevski     | 2000. április 25. (24 éves)    | 13            | 1       | Juventus                |
| 26              | Jens Cajuste         | 1999. augusztus 10. (25 éves)  | 5             | -       | FC Midtjylland          |
| Támadók         |                      |                                |               |         |                         |
| 9               | Marcus Berg          | 1986. augusztus 17. (38 éves)  | 88            | 24      | FK Krasznodar           |
| 11              | Alexander Isak       | 1999. szeptember 21. (25 éves) | 24            | 6       | Real Sociedad           |
| 22              | Robin Quaison        | 1993. október 9. (31 éves)     | 28            | 9       | 1. FSV Mainz 05         |
| 25              | Jordan Larsson       | 1997. június 20. (27 éves)     | 6             | 1       | FK Szpartak Moszkva     |
| Bő keret tagjai |                      |                                |               |         |                         |

### Legtöbb válogatottság

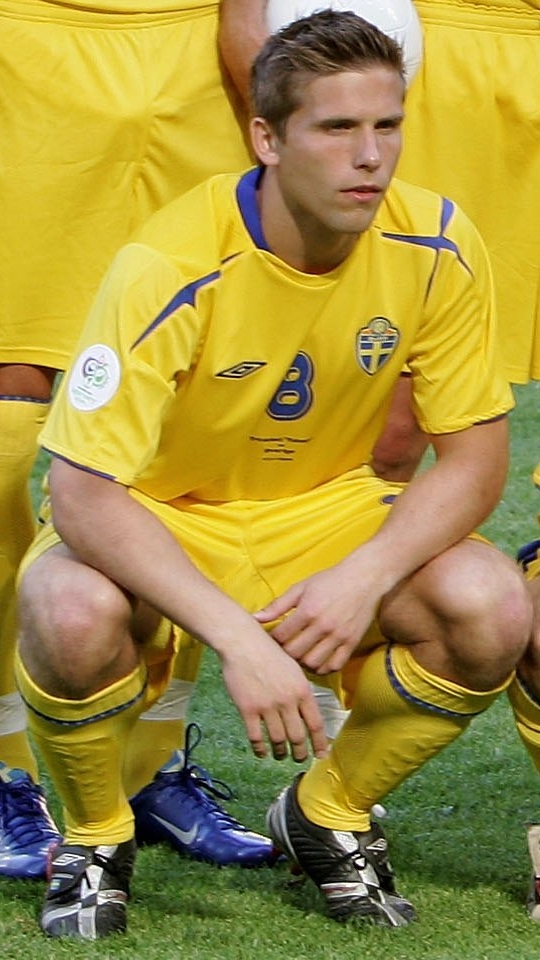
Anders Svensson a válogatottsági csúcstartó 148 mérkőzéssel.

A félkövérrel kiemelt játékosok még aktívak.
| #  | Játékos              | Időszak   | Mérkőzés | Gólok |
| -- | -------------------- | --------- | -------- | ----- |
| 1  | Anders Svensson      | 1999–2013 | 147      | 21    |
| 2  | Thomas Ravelli       | 1981–1997 | 143      | 0     |
| 3  | Andreas Isaksson     | 2002–2016 | 133      | 0     |
| 5  | Sebastian Larsson    | 2008–2023 | 133      | 10    |
| 4  | Kim Källström        | 2001–2016 | 131      | 16    |
| 6  | Zlatan Ibrahimović   | 2001–2023 | 122      | 62    |
| 7  | Olof Mellberg        | 2000–2012 | 117      | 8     |
| 8  | Roland Nilsson       | 1986–2000 | 115      | 1     |
| 8  | Björn Nordqvist      | 1963–1978 | 115      | 0     |
| 10 | Niclas Alexandersson | 1993–2008 | 109      | 7     |

### Legtöbb gólt szerző játékosok

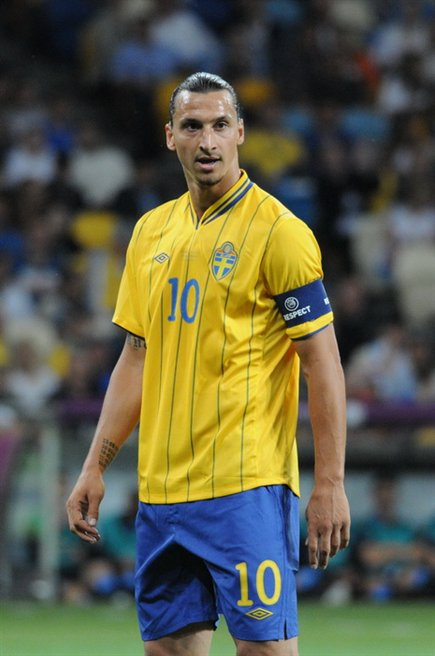
Zlatan Ibrahimović 62 góljával jelenleg a svéd válogatott történetének második legeredményesebb játékosa.

A félkövérrel kiemelt játékosok még aktívak.
| # | Játékos            | Időszak   | Gólok | Mérkőzés |
| - | ------------------ | --------- | ----- | -------- |
| 1 | Zlatan Ibrahimović | 2001–2023 | 62    | 122      |
| 2 | Sven Rydell        | 1923–1932 | 49    | 43       |
| 3 | Gunnar Nordahl     | 1942–1948 | 43    | 33       |
| 4 | Henrik Larsson     | 1993–2009 | 37    | 104      |
| 5 | Gunnar Gren        | 1940–1958 | 32    | 57       |
| 6 | Kennet Andersson   | 1990–2000 | 31    | 83       |
| 7 | Marcus Allbäck     | 1999–2008 | 30    | 74       |
| 7 | Martin Dahlin      | 1991–1997 | 30    | 62       |
| 9 | Tomas Brolin       | 1990–1995 | 27    | 47       |
| 9 | Agne Simonsson     | 1957–1967 | 27    | 51       |

### Ismert játékosok

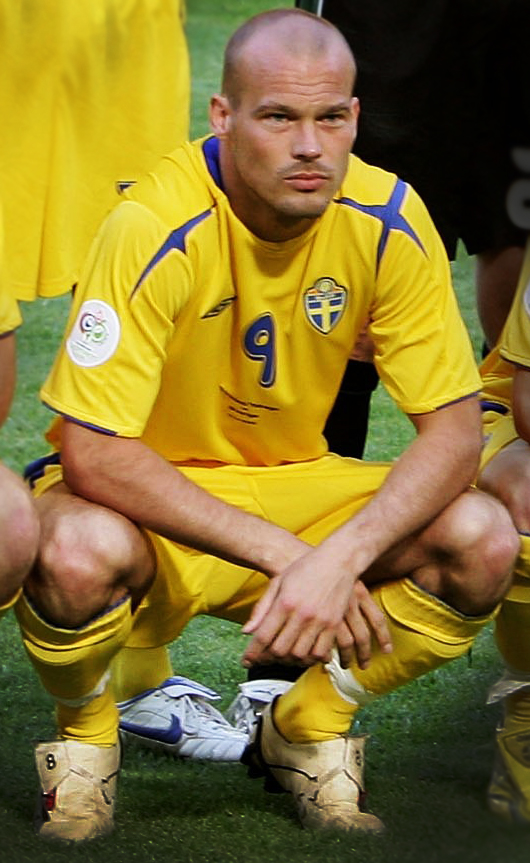
Fredrik Ljungberg

| - Niclas Alexandersson - Marcus Allbäck - Kennet Andersson - Patrik Andersson - Jesper Blomqvist - Tomas Brolin - Martin Dahlin - Erik Edman - Ralf Edström - Gunnar Gren - Kurt Hamrin - Glenn Hysén - Zlatan Ibrahimović - Andreas Isaksson - Mattias Jonson - Kim Källström - Ove Kindvall | - Henrik Larsson - Nils Liedholm - Anders Limpar - Tobias Linderoth - Fredrik Ljungberg - Teddy Lučić - Olof Mellberg - Roland Nilsson - Torbjörn Nilsson - Gunnar Nordahl - Thomas Ravelli - Sven Rydell - Lennart Skoglund - Glenn Strömberg - Jonas Thern - Christian Wilhelmsson - Pär Zetterberg |

## Szövetségi kapitányok
| - 1908 Ludvig Kornerup - 1909–11 Wilhelm Friberg - 1912 John Ohlson - 1912–13 Ruben "Massa" Gelbord - 1914–15 Hugo Levin - 1916 Frey Svenson - 1917–20 Anton Johanson - 1921–36 John "Bill" Pettersson - 1924–27 Nagy József - 1934 Nagy József - 1937 Carl "Ceve" Linde - 1938–42 Gustaf "Gurra" Carlson - 1938 Nagy József - 1942 Selection Committee - 1943–56 Rudolf "Putte" Kock | - 1946–54 George Raynor - 1956–58 George Raynor - 1957–61 Eric Person - 1961 George Raynor - 1962–65 Lennart Nyman - 1966–70 Orvar Bergmark - 1971–79 Georg 'Åby' Ericson - 1980–85 Lars 'Laban' Arnesson - 1986–90 Olle Nordin - 1990 Nils Andersson - 1991–97 Tommy Svensson - 1998–99 Tommy Söderberg - 2000–04 T. Söderberg & L. Lagerbäck - 2004–09 Lars Lagerbäck - 2009–16 Erik Hamrén - 2016–2024 Janne Andersson - 2024– Jon Dahl Tomasson |

## Külső hivatkozások
- A Svéd Labdarúgó-szövetség hivatalos honlapja
- Svédország az UEFA honlapján
- Svédország a FIFA honlapján Archiválva 2018. szeptember 25-i dátummal a Wayback Machine-ben